# タッチストーン・ピクチャーズの作品
これは、タッチストーン・ピクチャーズで公開された劇場用長編映画と、それ以前の名前であるタッチストーン・フィルム（1984–1986）で公開された映画のリストである。
ここに記載されているほとんどの映画は、ウォルト・ディズニー・ジャパン、東宝やワーナー・ブラザースによって配給されている。
このリストには、米国でビデオスルーになった作品は含まれていない。

## 1980年代
| 邦題                                | 原題                            | 全米公開日     | 共同製作者 |
| ----------------------------------- | ------------------------------- | -------------- | --- |
| スプラッシュ                        | Splash                          | 1984年3月9日   | 最初のタッチストーン作品 |
| カントリー                          | Country                         | 1984年9月28日  | Far West Productions and Pangea Corporation                                                                                  |
| 恐竜伝説ベイビー                    | Baby: Secret of the Lost Legend | 1985年3月22日  | シルバー・スクリーン・パートナーズ II                                                                                        |
| マイ・サイエンス・プロジェクト      | My Science Project              | 1985年8月9日   | シルバー・スクリーン・パートナーズ II                                                                                        |
| ビバリーヒルズ・バム                | Down and Out in Beverly Hills   | 1986年1月31日  | シルバー・スクリーン・パートナーズ II                                                                                        |
| オフビート                          | Off Beat                        | 1986年4月11日  | シルバー・スクリーン・パートナーズ II                                                                                        |
| 殺したい女                          | Ruthless People                 | 1986年6月27日  | シルバー・スクリーン・パートナーズ II                                                                                        |
| タフガイ                            | Tough Guys                      | 1986年10月3日  | シルバー・スクリーン・パートナーズ II and Bryna Productions                                                                  |
| ハスラー2                           | The Color of Money              | 1986年10月8日  | シルバー・スクリーン・パートナーズ II                                                                                        |
| うるさい女たち                      | Outrageous Fortune              | 1987年1月30日  | シルバー・スクリーン・パートナーズ II、インタースコープ・コミュニケーションズ                                                |
| ティンメン 事の起こりはキャデラック | Tin Men                         | 1987年3月6日   | シルバー・スクリーン・パートナーズ III and Bandai Films                                                                      |
| アーネスト キャンプに行く!          | Ernest Goes to Camp             | 1987年5月22日  | シルバー・スクリーン・パートナーズ III、エムシェル・プロデューサーズ                                                         |
| ベビーシッター・アドベンチャー      | Adventures in Babysitting       | 1987年7月1日   | シルバー・スクリーン・パートナーズ III                                                                                       |
| 張り込み                            | Stakeout                        | 1987年8月5日   | シルバー・スクリーン・パートナーズ II                                                                                        |
| キャント・バイ・ミー・ラブ          | Can't Buy Me Love               | 1987年8月14日  | シルバー・スクリーン・パートナーズ III, Apollo Pictures, and The Mount Company                                               |
| ハロー・アゲイン                    | Hello Again                     | 1987年11月6日  | シルバー・スクリーン・パートナーズ III                                                                                       |
| スリーメン&ベビー                   | Three Men and a Baby            | 1987年11月25日 | シルバー・スクリーン・パートナーズ III、インタースコープ・コミュニケーションズ                                               |
| グッドモーニング, ベトナム          | Good Morning, Vietnam           | 1987年12月25日 | シルバー・スクリーン・パートナーズ III                                                                                       |
| 影なき男                            | Shoot to Kill                   | 1988年2月12日  | シルバー・スクリーン・パートナーズ III and Century Park Pictures                                                             |
| D.O.A.                              | D.O.A.                          | 1988年3月18日  | シルバー・スクリーン・パートナーズ III and Bigelow Productions                                                               |
| ビッグ・ビジネス                    | Big Business                    | 1988年6月10日  | シルバー・スクリーン・パートナーズ III                                                                                       |
| ロジャー・ラビット                  | Who Framed Roger Rabbit         | 1988年6月22日  | アンブリン・エンターテインメント、シルバー・スクリーン・パートナーズ III、ウォルト・ディズニー・フィーチャー・アニメーション |
| カクテル                            | Cocktail                        | 1988年6月29日  | シルバー・スクリーン・パートナーズ III、インタースコープ・コミュニケーションズ                                               |
| レスキュー                          | The Rescue                      | 1988年8月5日   | シルバー・スクリーン・パートナーズ III                                                                                       |
| ハートブレイクホテル                | Heartbreak Hotel                | 1988年9月30日  | シルバー・スクリーン・パートナーズ III                                                                                       |
| 情熱の代償                          | The Good Mother                 | 1988年11月4日  | シルバー・スクリーン・パートナーズ IV                                                                                        |
| アーネスト、クリスマスを救え!       | Ernest Saves Christmas          | 1988年11月11日 | シルバー・スクリーン・パートナーズ III and Emshell Producers                                                                 |
| フォエバー・フレンズ                | Beaches                         | 1988年12月21日 | シルバー・スクリーン・パートナーズ IV and All Girl Productions                                                               |
| 3人の逃亡者                         | Three Fugitives                 | 1989年1月27日  | シルバー・スクリーン・パートナーズ IV                                                                                        |
| ニューヨーク・ストーリー            | New York Stories                | 1989年3月10日  | シルバー・スクリーン・パートナーズ IV、アメリカン・ゾエトロープ                                                              |
| 計画性の無い犯罪                    | Disorganized Crime              | 1989年4月14日  | シルバー・スクリーン・パートナーズ IV、カウフ／ビグロー・プロダクションズ                                                    |
| いまを生きる                        | Dead Poets Society              | 1989年6月9日   | シルバー・スクリーン・パートナーズ IV                                                                                        |
| ターナー&フーチ/すてきな相棒        | Turner & Hooch                  | 1989年7月28日  | シルバー・スクリーン・パートナーズ IV                                                                                        |
| イノセントマン/仕組まれた罠         | An Innocent Man                 | 1989年10月6日  | シルバー・スクリーン・パートナーズ IV、インタースコープ・コミュニケーションズ                                                |
| メディカル・レッスン 青春解剖学     | Gross Anatomy                   | 1989年10月20日 | シルバー・スクリーン・パートナーズ IV, サンディ・ギャリン and Hill/Roseman                                                   |
| ブレイズ                            | Blaze                           | 1989年12月13日 | シルバー・スクリーン・パートナーズ IV and A&M Films                                                                          |

## 1990年代
| 邦題                                              | 原題                                   | 全米公開日        | 共同製作者                                                                                               |
| ------------------------------------------------- | -------------------------------------- | ----------------- | --- |
| ステラ                                            | Stella                                 | 1990年2月2日      | サミュエル・ゴールドウィン・カンパニーST                                                                 |
| 女神たちの季節                                    | Where the Heart Is                     | 1990年2月23日     | シルバー・スクリーン・パートナーズ IV                                                                    |
| プリティ・ウーマン                                | Pretty Woman                           | 1990年3月23日     | シルバー・スクリーン・パートナーズ IV                                                                    |
| アーネスト 監獄に行く‼︎                            | Ernest Goes to Jail                    | 1990年4月6日      | シルバー・スクリーン・パートナーズ IV                                                                    |
| ハロウィン・インベーダー/火星人襲来!?             | Spaced Invaders                        | 1990年4月27日     | シルバー・スクリーン・パートナーズ IV                                                                    |
| アパッチ                                          | Fire Birds                             | 1990年5月25日     | シルバー・スクリーン・パートナーズ IV                                                                    |
| ディック・トレイシー                              | Dick Tracy                             | 1990年6月15日     | シルバー・スクリーン・パートナーズ IV                                                                    |
| 本日はお日柄も良く ベッツィの結婚                 | Betsy's Wedding                        | 1990年6月22日     | シルバー・スクリーン・パートナーズ IV                                                                    |
| MR.デスティニー                                   | Mr. Destiny                            | 1990年10月12日    | シルバー・スクリーン・パートナーズ IV                                                                    |
| スリーメン&リトルレディ                           | Three Men and a Little Lady            | 1990年11月21日    | シルバー・スクリーン・パートナーズ IV                                                                    |
| グリーン・カード                                  | Green Card                             | 1990年12月25日    | シルバー・スクリーン・パートナーズ IV                                                                    |
| 結婚記念日                                        | Scenes from a Mall                     | 1991年2月22日     | シルバー・スクリーン・パートナーズ IV                                                                    |
| オスカー                                          | Oscar                                  | 1991年4月26日     | シルバー・スクリーン・パートナーズ IV                                                                    |
| おつむて・ん・て・ん・クリニック                  | What About Bob?                        | 1991年5月17日     | タッチウッド・パシフィック・パートナーズ                                                                 |
| ロケッティア                                      | The RocketeerTR                        | 1991年6月21日     | ウォルト・ディズニー・ピクチャーズ、シルバー・スクリーン・パートナーズ IV 、ゴードン・カンパニー         |
| ドクター                                          | The Doctor                             | 1991年7月24日     | シルバー・スクリーン・パートナーズ IV                                                                    |
| トゥルー・アイデンティティー 正体知られて大ピンチ | True Identity                          | 1991年8月23日     | シルバー・スクリーン・パートナーズ IV                                                                    |
| 愛に翼を                                          | Paradise                               | 1991年9月18日     | タッチウッド・パシフィック・パートナーズ                                                                 |
| 幸せの向う側                                      | Deceived                               | 1991年9月27日     | シルバー・スクリーン・パートナーズ IV                                                                    |
| アーネスト モンスターと戦う!                      | Ernest Scared Stupid                   | 1991年10月11日    | タッチウッド・パシフィック・パートナーズ                                                                 |
| ビリー・バスゲイト                                | Billy Bathgate                         | 1991年11月1日     | タッチウッド・パシフィック・パートナーズ                                                                 |
| 花嫁のパパ                                        | Father of the Bride                    | 1991年12月20日    | タッチウッド・パシフィック・パートナーズ、サンドラー・プロダクションズ                                   |
| カーテンコール ただいま舞台は戦闘状態             | Noises Off                             | 1992年3月20日     | タッチウッド・パシフィック・パートナーズ、アンブリン・エンターテインメント                               |
| 天使にラブ・ソングを…                             | Sister Act                             | 1992年5月29日     | タッチウッド・パシフィック・パートナーズ                                                                 |
| クロオビキッズ                                    | 3 Ninjas                               | 1992年8月7日      | タッチウッド・パシフィック・パートナーズ                                                                 |
| ベティ・ルーは犯罪者?                             | The Gun in Betty Lou's Handbag         | 1992年8月21日     | インタースコープ・コミュニケーションズ                                                                   |
| クロッシング・ザ・ブリッジ                        | Crossing the Bridge                    | 1992年9月11日     | |
| キャプテン・ロン                                  | Captain Ron                            | 1992年9月18日     | タッチウッド・パシフィック・パートナーズ                                                                 |
| 生きてこそ                                        | Alive                                  | 1993年1月15日     | パラマウント・ピクチャーズTP                                                                             |
| セメタリークラブ                                  | The Cemetery Club                      | 1993年2月3日      | シルバー・スクリーン・パートナーズ IV                                                                    |
| インディアン・サマー タマクワの英雄たち           | Indian Summer                          | 1993年4月23日     | アウトロー・プロダクション                                                                               |
| ライフ with マイキー                              | Life with Mikey                        | 1993年6月4日      | |
| TINA ティナ                                       | What's Love Got to Do with It          | 1993年6月9日      | |
| 張り込みプラス                                    | Another Stakeout                       | 1993年6月23日     | |
| 日本未公開                                        | My Boyfriend's Back                    | 1993年8月6日      | |
| クォーターバック                                  | The Program                            | 1993年9月24日     | サミュエル・ゴールドウィン・カンパニー                                                                   |
| ナイトメアー・ビフォア・クリスマス                | The Nightmare Before Christmas         | 1993年10月29日    | ウォルト・ディズニー・ピクチャーズ、スケリントン・プロダクション                                         |
| 天使にラブ・ソングを2                             | Sister Act 2: Back in the Habit        | 1993年12月10日    | |
| キャビン・ボーイ 航海、先に立たず                 | Cabin Boy                              | 1994年1月7日      | |
| 恋人はパパ/ひと夏の恋                             | My Father the Hero                     | 1994年2月4日      | |
| サイレントナイト/こんな人質もうこりごり           | The Ref                                | 1994年3月9日      | ドン・シンプソン/ジェリー・ブラッカイマー フィルム                                                       |
| ファンキー・サマー・ビーチ                        | The Inkwell                            | 1994年4月22日     | |
| 男が女を愛する時                                  | When a Man Loves a Woman               | 1994年4月29日     | |
| 勇気あるもの                                      | Renaissance Man                        | 1994年6月3日      | シナージ・ピクチャーズ                                                                                   |
| アイ・ラブ・トラブル                              | I Love Trouble                         | 1994年6月29日     | キャラバン・ピクチャーズ                                                                                 |
| いとしのパット君                                  | It's Pat                               | 1994年8月25日     | |
| パパとマチルダ                                    | A Simple Twist of Fate                 | 1994年9月2日      | |
| エド・ウッド                                      | Ed Wood                                | 1994年9月30日     | |
| バッド・カンパニー 欲望の危険な罠                 | Bad Company                            | 1995年1月20日     | |
| ザ・ジャーキー・ボーイズ いたずら電話大作戦       | Jerky Boys: The Movie                  | 1995年2月3日      | キャラバン・ピクチャーズ                                                                                 |
| ジェファソン・イン・パリ/若き大統領の恋           | Jefferson in Paris                     | 1995年3月31日     | Merchant Ivory Productions                                                                               |
| マッド・ラブ                                      | Mad Love                               | 1995年5月26日     | ポリグラム・フィルムド・エンターテインメント                                                             |
| 七月の宴                                          | Feast of July                          | 1995年10月13日    | Merchant Ivory Productions                                                                               |
| 花嫁のパパ2                                       | Father of the Bride Part II            | 1995年12月8日     | サンドラー・プロダクションズ、The Meyers/Shyer Company                                                   |
| ミスター・クレイジー 殺したい男                   | Mr. Wrong                              | 1996年2月16日     | |
| アンカーウーマン                                  | Up Close & Personal                    | 1996年3月1日      | シナージ・ピクチャーズ 北米配給のみ                                                                      |
| あなたに逢いたくて                                | Two Much                               | 1996年3月15日     | インタースコープ・コミュニケーションズ、ポリグラム・フィルムド・エンターテインメント                     |
| 僕は、パリに恋をする                              | Little Indian, Big CityLIBC            | 1996年3月22日     | Canal+ and TF1                                                                                           |
| ラストダンス                                      | Last Dance                             | 1996年5月3日      | |
| BOYS                                              | Boys                                   | 1996年5月10日     | インタースコープ・コミュニケーションズ、ポリグラム・フィルムド・エンターテインメント                     |
| フェノミナン                                      | Phenomenon                             | 1996年7月3日      | |
| ミラクル・アドベンチャー/カザーン                 | Kazaam                                 | 1996年7月17日     | インタースコープ・コミュニケーションズ、ポリグラム・フィルムド・エンターテインメント 北米配給のみ        |
| 身代金                                            | Ransom                                 | 1996年11月8日     | |
| THE WAR 戦場の記憶                                | The War at Home                        | 1996年11月20日    | |
| 天使の贈りもの                                    | The Preacher's Wife                    | 1996年12月13日    | サミュエル・ゴールドウィン・カンパニー                                                                   |
| ネゴシエーター                                    | Metro                                  | 1997年1月17日     | キャラバン・ピクチャーズ                                                                                 |
| ゴースト・ブラザー 天国から来たヒーロー           | The 6th Man                            | 1997年3月28日     | |
| ロミー&ミッシェル                                 | Romy and Michele's High School Reunion | 1997年4月25日     | |
| コン・エアー                                      | Con Air                                | 1997年6月6日      | ジェリー・ブラッカイマー・フィルム                                                                       |
| フェイス/オフ                                     | Face/Off                               | 1997年6月27日     | パラマウント・ピクチャーズ, Permut Presentations and WCG EntertainmentPT                                 |
| ナッシング・トゥ・ルーズ                          | Nothing to Lose                        | 1997年7月18日     | |
| エアフォース・ワン                                | Air Force One                          | 1997年7月25日     | ソニー・ピクチャーズ エンタテインメント、コロンビア ピクチャーズ 国際的な配給のみ                        |
| シークレット/嵐の夜に                             | A Thousand Acres                       | 1997年9月26日     | ビーコン・コミュニケーションズ、ポリグラム・フィルムド・エンターテインメント                             |
| 不法執刀                                          | Playing God                            | 1997年10月17日    | ビーコン・コミュニケーションズ                                                                           |
| スターシップ・トゥルーパーズ                      | Starship TroopersSTTR                  | 1997年11月7日     | ソニー・ピクチャーズ エンタテインメント、トライスター ピクチャーズ 国際的な配給のみ                      |
| クンドゥン                                        | Kundun                                 | 1997年12月24日    | |
| すばらしき白服                                    | The Wonderful Ice Cream Suit           | 1998年1月23日     | |
| ドクター・ジャガバンドー                          | Krippendorf's Tribe                    | 1998年2月27日     | |
| ラストゲーム                                      | He Got Game                            | 1998年5月1日      | 40エーカー&アミュール・フィルムワークス                                                                  |
| モンタナの風に抱かれて                            | The Horse Whisperer                    | 1998年5月8日      | |
| 6デイズ/7ナイツ                                   | Six Days, Seven Nights                 | 1998年6月12日     | キャラバン・ピクチャーズ                                                                                 |
| アルマゲドン                                      | Armageddon                             | 1998年7月1日      | ジェリー・ブラッカイマー・フィルム、ヴァルハラ・モーション・ピクチャーズ                                 |
| マフィア!                                         | Mafia!                                 | 1998年7月24日     | |
| スネーク・アイズ                                  | Snake Eyes                             | 1998年8月7日      | パラマウント・ピクチャーズ 国際的な配給のみ                                                              |
| ホーリーマン                                      | Holy Man                               | 1998年10月9日     | キャラバン・ピクチャーズ                                                                                 |
| 天才マックスの世界                                | Rushmore                               | 1998年10月9日     | ウェス・アンダーソン                                                                                     |
| 愛されし者                                        | Beloved                                | 1998年10月16日    | Harpo Productions                                                                                        |
| ウォーターボーイ                                  | The Waterboy                           | 1998年11月6日     | |
| エネミー・オブ・アメリカ                          | Enemy of the State                     | 1998年11月20日    | ジェリー・ブラッカイマー・フィルム                                                                       |
| シビル・アクション                                | A Civil Action                         | 1999年1月8日      | パラマウント・ピクチャーズ、スコット・ルーディン・プロダクションズTP                                     |
| カーラの結婚宣言                                  | The Other Sister                       | 1999年2月26日     | |
| 恋のからさわぎ                                    | 10 Things I Hate About You             | 1999年3月31日     | |
| ハーモニーベイの夜明け                            | Instinct                               | 1999年6月4日      | スパイグラス・エンターテインメント                                                                       |
| サマー・オブ・サム                                | Summer of Sam                          | 1999年7月2日      | 40 Acres and a Mule Filmworks                                                                            |
| プリティ・ブライド                                | Runaway Bride                          | 1999年7月30日     | パラマウント・ピクチャーズ、レイクショア・エンターテインメント、インタースコープ・コミュニケーションズPT |
| 13ウォーリアーズ                                  | The 13th Warrior                       | 1999年8月13日     | |
| マムフォード先生                                  | Mumford                                | 1999年9月24日     | |
| 救命士                                            | Bringing Out the Dead                  | 1999年10月22日    | パラマウント・ピクチャーズPT                                                                             |
| インサイダー                                      | The Insider                            | 1999年11月5日     | スパイグラス・エンターテインメント                                                                       |
| デュース・ビガロウ、激安ジゴロ!?                  | Deuce Bigalow: Male Gigolo             | 1999年12月9日     | ハッピー・マディソン・プロダクションズ                                                                   |
| クレイドル・ウィル・ロック                        | Cradle Will Rock                       | 1999年12月10日    | |
| アンドリューNDR114                                | Bicentennial ManBM                     | December 17, 1999 | コロンビア ピクチャーズ、1492ピクチャーズ、アメリカ/カナダのみ配給                                       |

## 2000年代
| 邦題                                     | 原題                                 | 全米公開日     | 共同製作者                                                                                             |
| ---------------------------------------- | ------------------------------------ | -------------- | --- |
| マイ・スウィート・ガイズ                 | Play It to the Bone                  | 2000年1月14日  | |
| ミッション・トゥ・マーズ                 | Mission to Mars                      | 2000年3月10日  | スパイグラス・エンターテインメント                                                                     |
| ハイ・フィデリティ                       | High Fidelity                        | 2000年3月31日  | ワーキング・タイトル・フィルムズ                                                                       |
| 僕たちのアナ・バナナ                     | Keeping the Faith                    | 2000年4月14日  | スパイグラス・エンターテインメント                                                                     |
| シャンハイ・ヌーン                       | Shanghai Noon                        | 2000年5月26日  | スパイグラス・エンターテインメント                                                                     |
| 60セカンズ                               | Gone in 60 Seconds                   | 2000年6月9日   | ジェリー・ブラッカイマーフィルム                                                                       |
| コヨーテ・アグリー                       | Coyote Ugly                          | 2000年8月4日   | ジェリー・ブラッカイマーフィルム                                                                       |
| マイアミ・ガイズ -俺たちはギャングだ-    | The Crew                             | 2000年8月25日  | |
| アンブレイカブル                         | Unbreakable                          | 2000年11月22日 | ブリンディング・エッジ・ピクチャーズ、バリー・メンデル・プロダクションズ                               |
| オー・ブラザー!                          | O Brother, Where Art Thou?OBWAT      | 2000年12月25日 | ユニバーサル・ピクチャーズ、スタジオカナル、ワーキング・タイトル・フィルムズ、アメリカでの配給のみ     |
| ダブル・テイク                           | Double Take                          | 2001年1月12日  | |
| パール・ハーバー                         | Pearl Harbor                         | 2001年5月25日  | ジェリー・ブラッカイマー・フィルム                                                                     |
| クレイジー ビューティフル                | Crazy/Beautiful                      | 2001年6月29日  | |
| バブル・ボーイ                           | Bubble Boy                           | 2001年8月24日  | |
| ニューポート・サウス                     | New Port South                       | 2001年9月7日   | |
| コーキー・ロマーノ FBI潜入捜査官?        | Corky Romano                         | 2001年10月12日 | |
| クールボーダー                           | Out Cold                             | 2001年11月21日 | スパイグラス・エンターテインメント、ザ・ドナーズ・カンパニー                                           |
| ザ・ロイヤル・テネンバウムズ             | The Royal Tenenbaums                 | 2001年12月14日 | American Empirical Pictures                                                                            |
| モンテ・クリスト伯                       | The Count of Monte Cristo            | 2002年1月25日  | |
| 女子寮潜入大作戦！ソロリティー・ボーイズ | Sorority Boys                        | 2002年3月22日  | MBST Entertainment                                                                                     |
| ビッグ・トラブル                         | Big Trouble                          | 2002年4月5日   | |
| 保険調査員フランク25                     | Frank McKlusky, C.I.                 | 2002年4月26日  | |
| 日本未公開                               | Ultimate X: The Movie                | 2002年5月6日   | ESPNフィルムズ                                                                                         |
| 9デイズ                                  | Bad Company                          | 2002年6月7日   | ジェリー・ブラッカイマー・フィルム                                                                     |
| サラマンダー                             | Reign of Fire                        | 2002年7月12日  | スパイグラス・エンターテインメント                                                                     |
| サイン                                   | Signs                                | 2002年8月2日   | ブリンディング・エッジ・ピクチャーズ、ザ・ケネディ/マーシャル・カンパニー                              |
| メラニーは行く!                          | Sweet Home Alabama                   | 2002年9月27日  | |
| ムーンライト・マイル                     | Moonlight Mile                       | 2002年10月4日  | |
| ホット・チック                           | The Hot Chick                        | 2002年12月13日 | ハッピー・マディソン・プロダクションズ                                                                 |
| ギャング・オブ・ニューヨーク             | Gangs of New York                    | 2002年12月20日 | ミラマックス                                                                                           |
| 25時                                     | 25th Hour                            | 2003年1月10日  | 40エーカー&アミュール・フィルムワークス                                                                |
| リクルート                               | The Recruit                          | 2003年1月31日  | スパイグラス・エンターテインメント                                                                     |
| シャンハイ・ナイト                       | Shanghai Knights                     | 2003年2月7日   | スパイグラス・エンターテインメント                                                                     |
| 女神が家にやってきた                     | Bringing Down the House              | 2003年3月7日   | |
| ワイルド・レンジ 最後の銃撃              | Open Range                           | 2003年8月14日  | Cobalt Media Group                                                                                     |
| カレンダー・ガールズ                     | Calendar Girls                       | 2003年9月2日   | |
| スプリング・ガーデンの恋人               | Hope Springs                         | 2003年9月5日   | |
| コールド・クリーク 過去を持つ家          | Cold Creek Manor                     | 2003年9月19日  | |
| トスカーナの休日                         | Under the Tuscan Sun                 | 2003年9月26日  | |
| ヴェロニカ・ゲリン                       | Veronica Guerin                      | 2003年10月2日  | ジェリー・ブラッカイマー・フィルム                                                                     |
| オーシャン・オブ・ファイヤー             | Hidalgo                              | 2004年3月5日   | ケイシー・シルバー・プロダクションズ                                                                   |
| レディ・キラーズ                         | The Ladykillers                      | 2004年3月26日  | |
| アラモ                                   | The Alamo                            | 2004年4月9日   | イマジン・エンターテインメント                                                                         |
| プリティ・ヘレン                         | Raising Helen                        | 2004年5月28日  | ビーコン・コミュニケーションズ                                                                         |
| キング・アーサー                         | King Arthur                          | 2004年7月7日   | ジェリー・ブラッカイマー・フィルム                                                                     |
| ヴィレッジ                               | The Village                          | 2004年7月30日  | スコット・ルーディン・プロダクションズ                                                                 |
| Mr.3000                                  | Mr. 3000                             | 2004年9月17日  | ディメンション・フィルムズ、スパイグラス・エンターテインメント、ザ・ケネディ/マーシャル・カンパニー    |
| ラスト・ショット                         | The Last Shot                        | 2004年9月24日  | MBST Entertainment                                                                                     |
| 炎のメモリアル                           | Ladder 49                            | 2004年10月1日  | ビーコン・コミュニケーションズ                                                                         |
| ライフ・アクアティック                   | The Life Aquatic with Steve Zissou   | 2004年12月25日 | American Empirical Pictures、スコット・ルーディン・プロダクションズ                                    |
| 最後に恋に勝つルール                     | A Lot like Love                      | 2005年4月22日  | ビーコン・コミュニケーションズ                                                                         |
| 銀河ヒッチハイク・ガイド                 | The Hitchhiker's Guide to the Galaxy | 2005年4月29日  | スパイグラス・エンターテインメント                                                                     |
| ダーク・ウォーター                       | Dark Water                           | 2005年7月8日   | |
| フライトプラン                           | Flightplan                           | 2005年9月23日  | イマジン・エンターテインメント                                                                         |
| GOAL!                                    | Goal!                                | 2005年9月29日  | Milkshake Films, Epsilon Motion Pictures                                                               |
| ショップガール 恋の商品価値              | ShopgirlSG                           | 2005年10月21日 | 20世紀フォックス、Hyde Park Entertainment 北米配給のみ                                                 |
| カサノバ                                 | Casanova                             | 2005年12月25日 | |
| アナポリス 青春の誓い                    | Annapolis                            | 2006年1月27日  | |
| スティック・イット!                      | Stick It                             | 2006年4月28日  | スパイグラス・エンターテインメント                                                                     |
| ステップ・アップ                         | Step Up                              | 2006年8月19日  | サミット・エンターテインメント                                                                         |
| 守護神                                   | The Guardian                         | 2006年9月29日  | ビーコン・コミュニケーションズ                                                                         |
| プレステージ                             | The PrestigeTPR                      | 2006年10月20日 | ワーナー・ブラザース・ピクチャーズ、ニューマーケット・フィルムズ、シンコピー・フィルムズ、北米配給のみ |
| デジャヴ                                 | Déjà Vu                              | 2006年11月22日 | ジェリー・ブラッカイマー・フィルム、スコット・フリー・プロダクションズ                                 |
| アポカリプト                             | Apocalypto                           | 2006年12月8日  | アイコン・プロダクションズ                                                                             |
| WILD HOGS/団塊ボーイズ                   | Wild Hogs                            | 2007年3月2日   | Tollin/Robbins Productions                                                                             |
| 40オトコの恋愛事情                       | Dan in Real LifeDIRL                 | 2007年10月26日 | フォーカス・フィーチャーズ、アメリカでの配給のみ                                                       |
| ステップ・アップ2:ザ・ストリート         | Step Up 2: The Streets               | 2008年2月14日  | サミット・エンターテインメント                                                                         |
| チョイス!                                | Swing Vote                           | 2008年8月1日   | Tree House Films                                                                                       |
| セントアンナの奇跡                       | Miracle at St. Anna                  | 2008年9月26日  | 40エーカー&アミュール・フィルムワークス、Rai Cinema                                                    |
| お買いもの中毒な私!                      | Confessions of a Shopaholic          | 2009年2月13日  | ジェリー・ブラッカイマー・フィルム                                                                     |
| あなたは私の婿になる                     | The Proposal                         | 2009年6月19日  | マンデヴィル・フィルムズ                                                                               |
| サロゲート                               | Surrogates                           | 2009年9月25日  | Brownstone Productions、マンデヴィル・フィルムズ                                                       |

## 2010年代
| 邦題                                    | 原題                     | 全米公開日     | 共同製作者 |
| --------------------------------------- | ------------------------ | -------------- | --- |
| みんな私に恋をする                      | When in Rome             | 2010年1月29日  | |
| ラスト・ソング                          | The Last Song            | 2010年3月31日  | オフスプリング・エンターテインメント |
| ステップ・アップ3                       | Step Up 3D               | 2010年8月6日   | サミット・エンターテインメント |
| 日本未公開                              | You Again                | 2010年9月24日  | Frontier Pictures |
| テンペスト                              | The Tempest              | 2010年12月10日 | ミラマックス |
| 日本未公開                              | Gnomeo & Juliet          | 2011年2月11日  | Rocket Pictures |
| アイ・アム・ナンバー4                   | I Am Number Four         | 2011年2月18日  | ドリームワークス・ピクチャーズ、リライアンス・エンターテインメント、ベイ・フィルムズ 配給のみ |
| ヘルプ 〜心がつなぐストーリー〜         | The Help                 | 2011年8月10日  | ドリームワークス・ピクチャーズ、パーティシパント・メディア、Image Nation、リライアンス・エンターテインメント、1492ピクチャーズ、Harbinger Pictures 配給のみ                                            |
| フライトナイト/恐怖の夜                 | Fright Night             | 2011年8月19日  | ドリームワークス・ピクチャーズ、リライアンス・エンターテインメント、マイケル・デ・ルカ・プロダクションズ、Gaetz/Rosenzweig Films 配給のみ                                                              |
| リアル・スティール                      | Real Steel               | 2011年10月7日  | ドリームワークス・ピクチャーズ、リライアンス・エンターテインメント、21ラップス・エンターテインメント 配給のみ                                                                                          |
| 戦火の馬                                | War Horse                | 2011年12月25日 | ドリームワークス・ピクチャーズ、リライアンス・エンターテインメント、アンブリン・エンターテインメント、ザ・ケネディ/マーシャル・カンパニー 配給のみ                                                     |
| ピープル・ライク・アス                  | People Like Us           | 2012年6月29日  | ドリームワークス・ピクチャーズ、リライアンス・エンターテインメント、K/Oペーパー・プロダクツ; 配給のみ                                                                                                  |
| リンカーン                              | Lincoln                  | 2012年11月16日 | ドリームワークス・ピクチャーズ、リライアンス・エンターテインメント、20世紀フォックス、パーティシパント・メディア、ザ・ケネディ/マーシャル・カンパニー、アンブリン・エンターテインメント 北米配給のみSF |
| フィフス・エステート/世界から狙われた男 | The Fifth Estate         | 2013年10月18日 | ドリームワークス・ピクチャーズ、リライアンス・エンターテインメント、パーティシパント・メディア、アノニマス・コンテント 配給のみ                                                                        |
| 人生、サイコー!                         | Delivery Man             | 2013年11月22日 | ドリームワークス・ピクチャーズ、リライアンス・エンターテインメント 配給のみ |
| ニード・フォー・スピード                | Need for Speed           | 2014年3月14日  | ドリームワークス・ピクチャーズ、リライアンス・エンターテインメント、エレクトロニック・アーツ、バンディット・ブラザーズ 配給のみ                                                                        |
| マダム・マロリーと魔法のスパイス        | The Hundred-Foot Journey | 2014年8月8日   | ドリームワークス・ピクチャーズ、リライアンス・エンターテインメント、パーティシパント・メディア、Image Nation、アンブリン・エンターテインメント、Harpo Films 配給のみ                                   |
| 日本未公開                              | Strange Magic            | 2015年1月23日  | ルーカスフィルム、ルーカスフィルム・アニメーション、インダストリアル・ライト&マジック |
| ブリッジ・オブ・スパイ                  | Bridge of Spies          | 2015年10月16日 | ドリームワークス・ピクチャーズ、リライアンス・エンターテインメント、フォックス2000ピクチャーズ、パーティシパント・メディア、TSGエンターテインメント、アンブリン・エンターテインメント 北米配給のみSF   |
| 光をくれた人                            | The Light Between Oceans | 2016年9月2日   | ドリームワークス・ピクチャーズ、リライアンス・エンターテインメント、パーティシパント・メディア、ヘイデイ・フィルムズ 配給のみ・最後のタッチストーン作品                                                |

## ノート
- ST配給は、アメリカとカナダはブエナ・ビスタ・ピクチャーズ・ディストリビューション、全世界はサミュエル・ゴールドウィン・カンパニーが担当した。現在、メトロ・ゴールドウィン・メイヤーは、アメリカ以外のテレビ放送やデジタル配信の権利をオライオン・ピクチャーズの名義で配給している。[2]
- TR『ロケッティア』は、アメリカとカナダではウォルト・ディズニー・ピクチャーズの名義として、アメリカとカナダ以外では、タッチストーン・ピクチャーズの名義として公開された。2011年にウォルト・ディズニー・ピクチャーズの名義でブルーレイが全世界で発売された。[3][4]
- TPこれらの作品は、タッチストーン・ピクチャーズ（ディズニー）とパラマウント・ピクチャーズが共同で出資し、北米とカナダでの配給はエナ・ビスタ・ピクチャーズ・ディストリビューションが、海外での配給はパラマウント・ピクチャーズが担当した。[5][6]
- TNBC1993年にタッチストーン・ピクチャーズの名義として公開されたが、2006年の劇場再公開以降はウォルト・ディズニー・ピクチャーズの名義で再公開されている。[7]
- LIBCこのフランス映画の米国での劇場公開は、俳優でありプロデューサーでもあるティエリー・レルミットが、リメイク権を得るためにディズニーが受け入れなければならなかった契約条件であった。アメリカで公開されたものは、アメリカ人の声優による吹き替え版である。1997年3月7日、ティム・アレン主演のアメリカ版リメイク『ジャングル 2 ジャングル』がウォルト・ディズニー・ピクチャーズの名義からリリースされた。[8]
- PTこれらの作品は、パラマウント・ピクチャーズとタッチストーン・ピクチャーズ（ディズニー）が共同で出資し、パラマウント・ピクチャーズが北米での配給を、ブエナ・ビスタ・インターナショナルが海外での配給を担当した。[9][10][11][12][13]
- STTR『スターシップ・トゥルーパーズ』はトライスター ピクチャーズとタッチストーン・ピクチャーズ（ディズニー）が共同出資し、アメリカとカナダの配給をソニー・ピクチャーズ エンタテインメントが、海外の配給をブエナ・ビスタ・インターナショナルが担当した。
- BM『アンドリューNDR114』は、タッチストーン・ピクチャーズ（ディズニー）とコロンビア ピクチャーズが共同で出資し、北米での配給はブエナ・ビスタ・ピクチャーズ・ディストリビューション、海外での配給はソニー・ピクチャーズ エンタテインメントが担当した。[14]
- OBWAT『オー・ブラザー!』は、タッチストーン・ピクチャーズ（ディズニー）とユニバーサル・ピクチャーズが共同で出資し、北米での配給はブエナ・ビスタ・ピクチャーズ・ディストリビューションが担当し、海外での配給の一部はユニバーサル・ピクチャーズが担当した。
- SG『ショップガール 恋の商品価値』は、タッチストーン・ピクチャーズ（ディズニー）と20世紀フォックスが共同で出資し、北米での配給はブエナ・ビスタ・ピクチャーズ・ディストリビューション配給、海外での配給は20世紀フォックスが担当した。2017年12月14日、ウォルト・ディズニー・カンパニーは、20世紀フォックスを含むフォックスの親会社である21世紀フォックスの大半を買収することを発表し、この買収は2019年3月20日に確定しており、合併の結果、ディズニーが本作の世界的な配給権を持つことになった。[15]
- TPR『プレステージ』は、タッチストーン・ピクチャーズ（ディズニー）とワーナー・ブラザースが共同出資し、北米での配給はブエナ・ビスタ・ピクチャーズ・ディストリビューション、海外での配給はワーナー・ブラザースが担当した。
- DIRL『40オトコの恋愛事情』は、タッチストーン・ピクチャーズ（ディズニー）とフォーカス・フィーチャーズが共同で出資し、ウォルト・ディズニー・スタジオ・モーション・ピクチャーズが北米での配給を、フォーカス・フィーチャーズが海外での配給を、アイコン・プロダクションズがイギリスとオーストラリアでの配給を担当した。
- SAこれらの作品は、ウォルト・ディズニー・スタジオ・モーション・ピクチャーズ・アフリカが出資し、南アフリカ共和国ではタッチストーン・ピクチャーズを通じて公開された。
- SF本作は、ドリームワークスと20世紀フォックスが共同で出資し、ウォルト・ディズニー・スタジオ・モーション・ピクチャーズがタッチストーン・ピクチャーズを通じて北米での配給を担当し、20世紀フォックスが国際的な配給を担当した。2017年12月14日、ウォルト・ディズニー・カンパニーは、20世紀フォックスを含むフォックスの親会社である21世紀フォックスの大半を買収することを発表した。この取引は2019年3月20日に確定しており、合併の結果、ディズニーがそれらの映画の世界的な配給権を持つことになった。[15]

## 参照
- ハリウッド・ピクチャーズ
- ディズニー作品の一覧
- 20世紀スタジオ作品の一覧

## 関連文献
- Maltin, Leonard. The Disney Films. New York: Disney Editions, 2000. ISBN 978-0-7868-8527-5.
- Smith, Dave. Disney A to Z: The Official Encyclopedia (Third Edition). New York: Disney Editions, 2006. ISBN 978-0-7868-4919-2.